# Ушкопір
Ушкопі́р (каз. Үшкөпір) — село у складі Жетисайського району Туркестанської області Казахстану. Входить до складу Интимацького сільського округу.
До 2001 року село називалось Національне.
Населення — 1513 осіб (2021; 1518 у 2009, 1141 у 1999, 903 у 1989).